# Phyllocycla propinqua
Phyllocycla propinqua är en trollsländeart som beskrevs av Belle 1972. Phyllocycla propinqua ingår i släktet Phyllocycla och familjen flodtrollsländor. Inga underarter finns listade i Catalogue of Life.